# Passiflora curva
Passiflora curva är en passionsblomsväxtart som beskrevs av Feuillet. Passiflora curva ingår i släktet passionsblommor, och familjen passionsblomsväxter. Inga underarter finns listade i Catalogue of Life.